# Campinápolis
Campinápolis là một đô thị thuộc bang Mato Grosso, Brasil. Đô thị này có diện tích 5970,464 km², dân số năm 2007 là 13663 người, mật độ 2,29 người/km².